# Eliézio Santos Santana
Eliézio Santos Santana (født 31. marts 1987) er en brasiliansk fodboldspiller.